# Mouvement chrétien-démocrate
Pour les articles homonymes, voir KDH.
Le Mouvement chrétien-démocrate (en slovaque : Kresťanskodemokratické hnutie, KDH) est un parti politique slovaque, membre du Parti populaire européen.

## Dirigeants
- Ján Čarnogurský (1990-2000)
- Pavol Hrušovský (2000-2009)
- Ján Figeľ (depuis 2009)

## Résultats électoraux

### Élections législatives
| Année | Voix             | Mandats          | Rang             | Gouvernement                                    |
| ----- | ---------------- | ---------------- | ---------------- | ----------------------------------------------- |
| 1990  | 19,2             | 31 / 150         | 2e               | Opposition (1990-1991), Čarnogurský (1991-1992) |
| 1992  | 8,9              | 18 / 150         | 3e               | Dans l'opposition                               |
| 1994  | 10,1             | 17 / 150         | 4e               | Dans l'opposition                               |
| 1998  | Membre de la SDK | Membre de la SDK | Membre de la SDK | Dzurinda I                                      |
| 2002  | 8,3              | 15 / 150         | 5e               | Dzurinda II                                     |
| 2006  | 8,3              | 14 / 150         | 6e               | Dans l'opposition                               |
| 2010  | 8,5              | 15 / 150         | 4e               | Radičová                                        |
| 2012  | 8,8              | 16 / 150         | 2e               | Dans l'opposition                               |
| 2016  | 4,9              | 0 / 150          | 9e               | Opposition extra-parlementaire                  |
| 2020  | 4,65             | 0 / 150          | 8e               | Extra-parlementaire                             |
| 2023  | 6,82             | 12 / 150         | 5e               | Dans l'opposition                               |

### Élections présidentielles
| Année | Candidat           | 1er tour        | 2e tour         |
| ----- | ------------------ | --------------- | --------------- |
| 2004  | František Mikloško | 6,5% (5e)       |                 |
| 2009  | Pas de candidat    | Pas de candidat | Pas de candidat |
| 2014  | Pavol Hrušovský    | 2,3% (6e)       |                 |

### Élections européennes
| Année | %    | Mandats | Rang | Groupe |
| ----- | ---- | ------- | ---- | ------ |
| 2004  | 16,2 | 3 / 14  | 4e   | PPE-DE |
| 2009  | 10,6 | 2 / 13  | 4e   | PPE    |
| 2014  | 13,2 | 2 / 13  | 2e   | PPE    |
| 2019  | 9,7  | 2 / 14  | 4e   | PPE    |
| 2024  | 7,15 | 1 / 15  | 5e   | PPE    |